# 御宝田遊水池

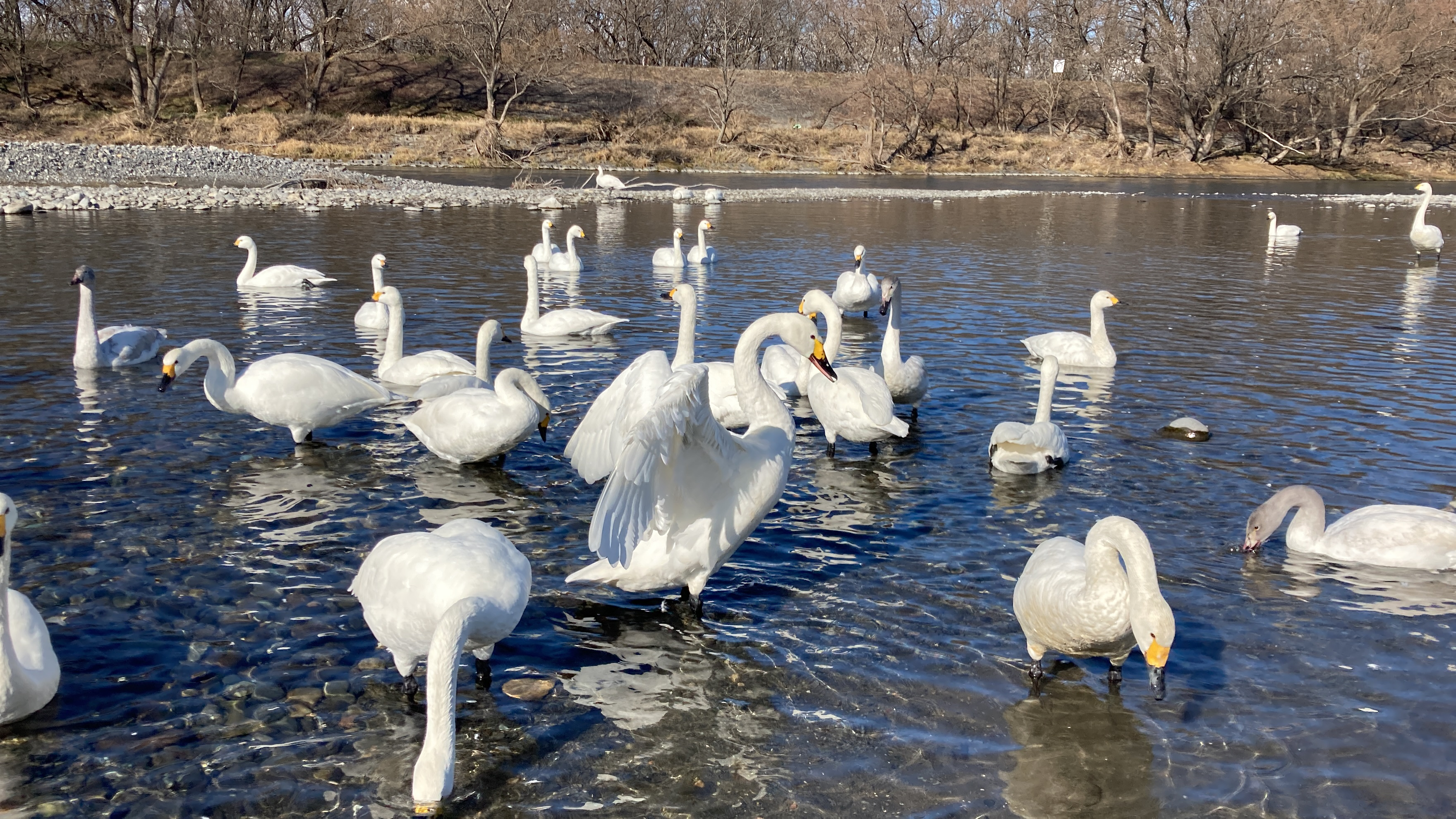
越冬中のコハクチョウ 2022年1月5日撮影

御宝田遊水池（ごほうでんゆうすいち）は、長野県安曇野市明科中川手にある遊水池。犀川の右岸に位置する。毎年冬にハクチョウが飛来して越冬することから、犀川白鳥湖と並んで有名な観光地となっている。
犀川は現在の流域より西を流れており、対岸の穂高地区の大王わさび農場付近までを御宝田（御法田）と称したが、度々の洪水により境界が不明瞭となっていたため、明治41年（1908年）に当時の上川手村、中川手村、東穂高村で境界を確定させた。
また犀川、高瀬川、穂高川の合流点である押野崎に近く、湧水を利用して、わさび田としても利用されている。

## 周辺
- JR東日本篠ノ井線明科駅
- 長野県水産試験場
- 大王わさび農場